# Chlorek deuteru
Chlorek deuteru, chlorodeuter, DCl – nieorganiczny związek chemiczny, połączenie chloru z izotopem wodoru – deuterem. Jest dobrze rozpuszczalnym w wodzie gazem, rozpuszcza się z wydzieleniem dużej ilości ciepła.
Wysokiej czystości DCl można otrzymać praktycznie ilościowo w reakcji ciężkiej wody z chlorkiem benzoilu:
D
2O + PhCOCl → DCl↑ + PhCOOD
PhCOOD + PhCOCl → DCl↑ + (PhCO)
2O
Stosowany m.in. do badania efektów izotopowych i do wprowadzania atomów deuteru do związków organicznych:
R−Li + DCl → R−D + LiCl